# Футбол для дружби
Футбол для дружби (англ. Football for Friendship) — щорічна міжнародна дитяча соціальна програма, яку реалізує ПАТ «Газпром». Мета програми — через футбол прищепити молодому поколінню актуальні цінності та інтерес до здорового способу життя. У рамках програми футболісти віком 12 років із різних країн світу беруть участь у щорічному міжнародному дитячому форумі, чемпіонаті світу з «Футболу для дружби», міжнародному Дні футболу та дружби.  Програму підтримують ФІФА, УЄФА, ООН, Олімпійський і Паралімпійський комітети, глави держав, урядів і футбольні федерації різних країн, міжнародні благодійні фонди, громадські організації, що ведуть футбольні клуби планети. Глобальним оператором програми є Комунікаційна група АГТ (Росія). 

## Історія

### Футбол для дружби 2013
Перший міжнародний дитячий форум «Футбол для дружби» відбувся 25 травня 2013 року в Лондоні. У ньому взяли участь 670 дітей із 8 країн: Болгарії, Великої Британії, Угорщини, Німеччини, Греції, Росії, Сербії та Словенії. Росію представляли 11 футбольних команд із 11 російських міст, які приймають матчі чемпіонату світу з футболу в 2018 році. У форумі також взяли участь юнацькі команди клубів «Зеніт», «Челсі», «Шальке 04», «Црвена Звезда», переможці дитячої спартакіади ВАТ «Газпром», лауреати фестивалю «Факел».
Під час форуму діти спілкувалися з ровесниками з інших країн, відомими футболістами, а також побували на фіналі Ліги чемпіонів УЄФА 2012/2013 на стадіоні «Вемблі».
Підсумком форуму став відкритий лист, у якому діти сформулювали вісім цінностей програми: дружба, рівність, справедливість, здоров'я, мир, відданість, перемога і традиції. Згодом лист було надіслано главам УЄФА, ФІФА і МОК[9]. У вересні 2013 Йозеф Блаттер у ході зустрічі з Володимиром Путіним та Віталієм Мутком підтвердив отримання листа і заявив, що готовий підтримувати «Футбол для дружби». 

### Футбол для дружби 2014
Другий сезон програми «Футбол для дружби» пройшов у Лісабоні 23-25 травня 2014 року й зібрав понад 450 підлітків із 16 країн: Білорусі, Болгарії, Великої Британії, Угорщини, Німеччини, Італії, Нідерландів, Польщі, Португалії, Росії, Сербії, Словенії, Туреччини, України, Франції та Хорватії. Юні футболісти взяли участь у міжнародному форумі «Футбол для дружби», турнірі з вуличного футболу та побували на фіналі Ліги чемпіонів УЄФА 2013/2014. Переможцем Міжнародного турніру з вуличного футболу 2014 року стала юнацька команда «Бенфіка» (Португалія). 
Підсумком другого сезону програми стало обрання лідера руху «Футбол для дружби». Ним став Філіпе Суарес із Португалії. У червні 2014 року як лідер руху він побував на дев'ятому міжнародному юнацькому турніру з футболу пам'яті Юрія Андрійовича Морозова.

### Футбол для дружби 2015
Третій сезон міжнародної соціальної програми «Футбол для дружби» відбувся у червні 2015 року в Берліні. Уперше учасниками програми стали юні представники азійського континенту – дитячі футбольні команди з Японії, Китаю і Казахстану. Усього в третьому сезоні взяли участь юнацькі команди 24 футбольних клубів із 24 країн.
Юні футболісти поспілкувалися з ровесниками з інших країн та зірками світового футболу, зокрема з глобальним послом програми Францом Беккенбауером, а також взяли участь у Міжнародному турнірі з вуличного футболу серед юнацьких команд. Переможцем Міжнародного турніру з вуличного футболу 2015 року стала юнацька команда «Рапід» (Австрія).
Події третього сезону програми «Футбол для дружби» висвітлювали близько 200 журналістів провідних світових видань, а також 24 юні репортери з Європи та Азії, які ввійшли до складу Міжнародного дитячого прес-центру.
Кульмінаційним заходом 2015 року стала церемонія нагородження Кубком «Дев'яти цінностей», володарем якого став футбольний клуб «Барселона» (Іспанія). Переможця визначили діти, які напередодні Форуму взяли участь у глобальному голосуванні, що проводилося у всіх 24 країнах-учасницях.
Після закінчення Форуму всі учасники традиційно побували на фіналі Ліги чемпіонів УЄФА 2014/2015 на Олімпійському стадіоні в Берліні. 

### Футбол для дружби 2016
Старт Міжнародній дитячій соціальній програмі «Футбол для дружби» 2016 року було дано в рамках онлайн Hangouts прес-конференції, що відбулася 24 березня в Мюнхені за участю глобального амбасадора програми Франца Беккенбауера.
У четвертому сезоні програми до неї приєдналися 8 нових юнацьких команд з Азербайджану, Алжиру, Вірменії, Аргентини, Бразилії, В'єтнаму, Киргизстану, а також Сирії, таким чином, загальна кількість країн-учасниць програми досягла 32. 
5 квітня 2016 року почалося голосування за унікальний трофей — Кубок «Дев'яти цінностей». У виборі переможця брали участь уболівальники з усього світу, але остаточне рішення сформулювали учасники програми «Футбол для дружби» шляхом голосування. Володарем Кубка став футбольний клуб «Баварія» (Мюнхен). Учасники «Футболу для дружби» відзначили діяльність клубу з підтримки дітей зі спеціальними потребами, а також ініціативи у сфері лікування дітей у різних країнах і допомогу нужденним.
Четвертий міжнародний дитячий форум «Футбол для дружби» і фінальна гра дитячого міжнародного турніру з вуличного футболу відбулися 27-28 травня 2016 року в Мілані. Переможцем турніру була визнана команда зі Словенії «Марібор». Після закінчення Форуму учасники традиційно побували на фінальному матчі Ліги чемпіонів УЄФА[25]. Події Форуму висвітлювали понад 200 журналістів провідних ЗМІ світу, а також Дитячий міжнародний прес-центр, до якого ввійшли юні журналісти з країн-учасниць програми.
У заходах четвертого сезону «Футболу для дружби» взяли участь юні футболісти сирійського клубу «Аль-Вахда», що стало безпрецедентною подією. Включення команди Сирії в число учасників програми та прибуття сирійських дітей на захід у Мілані стали важливим кроком на шляху подолання гуманітарної ізоляції країни. Арабська спортивна редакція міжнародного телеканалу Russia Today за підтримки Футбольної федерації Сирії зняла про дітей-учасників проекту документальний фільм «Три дні без війни». На прем'єру фільму 14 вересня 2016 року в Дамаску прийшло понад 7 тисяч чоловік.

### Футбол для дружби 2017
Місцем проведення Міжнародного дитячого соціального проекту «Футбол для дружби» у 2017 році було вибрано Санкт-Петербург (Росія), фінальні заходи пройшли тут з 26 червня до 3 липня. 
У 2017 році кількість країн-учасниць збільшилася з 32 до 64. Уперше в програмі «Футбол для дружби» взяли участь діти з Мексики і США. Таким чином, проект об'єднав юних футболістів чотирьох континентів — Африки, Євразії, Північної Америки і Південної Америки. 
У п'ятому сезоні програма реалізовувалася відповідно до нової концепції: було вибрано по 1 молодому футболістові, який представляв свою країну. Молодь об'єдналася у вісім інтернаціональних «Збірних дружби», сформованих із 12-річних хлопчиків і дівчаток, у тому числі з інвалідністю.
У ході відкритого жеребкування було визначено склад збірних кожної країни та ігрові позиції для представників країн-учасниць. Жеребкування пройшло в режимі інтернет-конференції. На чолі восьми команд дружби стали юні тренери: Рене Ламперт (Словенія), Стефан Максимович (Сербія), Брендон Шабані (Велика Британія), Чарлі Суй (Китай), Анатолій Чентулоєв (Росія), Богдан Кролевецький (Росія), Антон Іванов (Росія), Емме Хеншен (Нідерланди). У жеребкуванні також взяла участь представниця міжнародного прес-центру «Футбол для дружби» Лілія Мацумото (Японія). 
Переможцем Чемпіонату світу з «Футболу для дружби» 2017 року стала «оранжева» команда, до якої ввійшли молодий тренер та юні футболісти з дев'яти країн: Рене Ламперт (Словенія), Хонг Джун Марвін Туе (Сингапур), Пол Пуїг І Монтана (Іспанія), Габрієль Мендоса (Болівія), Раван Казімов (Азербайджан), Хрисимір Станимиров Станчев (Болгарія), Іван Агустин Каско (Аргентина), Роман Хорак (Чехія), Хамзах Юсуф Нурі Альхавват (Лівія).. Міжнародний дитячий Форум «Футбол для дружби» 2017[37] відвідали Віктор Зубков (голова ради директорів ПАТ «Газпром»), Фатма Самура (генеральний секретар FIFA), Філіпп Ле Флок (генеральний комерційний директор FIFA), Джуліо Баптиста (бразильський футболіст), Іван Заморано (чилійський форвард), Олександр Кержаков (російський футболіст) та інші гості, які закликали пропагувати ключові людські цінності серед молодого покоління.
У 2017 році проект об'єднав понад 600 тисяч чоловік, на фінальних заходах у Санкт-Петербурзі були присутні понад 1000 дітей і дорослих із 64 країн світу. 

### Футбол для дружби 2018
У 2018 році шостий сезон програми «Футбол для дружби» пройшов з 15 лютого по 15 червня. Фінальні заходи відбулися в Москві напередодні Чемпіонату світу FIFA 2018. Учасниками програми стали юні футболісти й журналісти, котрі представили 211 країн і регіонів світу.  Офіційний старт програмі 2018 року дало Відкрите жеребкування «Футболу для дружби» у прямому ефірі, за результатами якого були сформовані 32 міжнародні футбольні команди – «Збірні дружби». 
У 2018 році в рамках екологічної місії міжнародні футбольні «Збірні дружби» були названі на честь рідкісних і зникаючих видів тварин: 
- Африканський слон
- Комодський варан
- Мавпа кіпунджі
- Гігантська черепаха
- Сахарська газель
- Гепард
- Носоріг
- Акула-ангел
- Білий ведмідь
- Лемур
- Ведмідь гризлі
- Китова акула
- Трипалий лінивець
- Королівська кобра
- Шимпанзе
- Гангський гавіал
- Західна горила
- Імператорський дятел
- Сайга
- Білолобий капуцин
- Коала
- Сибірський тигр
- Зебра Греві
- Орангутан
- Велика панда
- Магелланів пінгвін
- Угандійська жирафа
- Горбатий кит
- Гієноподібний собака
- Лев
- Бегемот
- Галапагоський морський лев

Також у рамках екологічної місії 2018 року 30 травня була запущена міжнародна акція Happy Buzz Day, що закликає світове співтовариство підтримати організації з порятунку рідкісних видів тварин. До акції приєдналися національні парки й заповідники Росії, США, Непалу й Великої Британії. 
Також під час фінальних заходів програми «Футбол для дружби» у Москві учасники пересувалися на екологічних автобусах з паливом на природному газі.  
Країни й регіони, що беруть участь у програмі «Футбол для дружби» у 2018 році: 
- 1.	Австралійський Союз
- 2.	Австрійська Республіка
- 3.	Азербайджанська Республіка
- 4.	Алжирська Народна Демократична Республіка
- 5.	Американські Віргінські острови
- 6.	Американське Самоа
- 7.	Ангілья
- 8.	Антигуа і Барбуда
- 9.	Арабська Республіка Єгипет
- 10.	Аргентинська Республіка
- 11.	Аруба
- 12.	Барбадос
- 13.	Беліз
- 14.	Бермудські острови
- 15.	Боліваріанська Республіка Венесуела
- 16.	Боснія і Герцеговина
- 17.	Британські Віргінські Острови
- 18.	Буркіна-Фасо
- 19.	Велике Герцогство Люксембург
- 20.	Угорщина
- 21.	Східна Республіка Уругвай
- 22.	Габонська Республіка
- 23.	Гвінейська Республіка
- 24.	Гібралтар
- 25.	Держава Бруней-Даруссалам
- 26.	Держава Ізраїль
- 27.	Держава Катар
- 28.	Держава Кувейт
- 29.	Держава Лівія
- 30.	Держава Палестина
- 31.	Гренада
- 32.	Грецька Республіка
- 33.	Грузія
- 34.	Демократична Республіка Східний Тимор
- 35.	Демократична Республіка Конго
- 36.	Демократична Республіка Сан-Томе і Принсіпі
- 37.	Демократична Соціалістична Республіка Шрі-Ланка
- 38.	Домініканська Республіка
- 39.	Йорданське Хашимітське Королівство
- 40.	Ісламська Республіка Афганістан
- 41.	Ісламська Республіка Іран
- 42.	Ісламська Республіка Мавританія
- 43.	Італійська Республіка
- 44.	Єменська Республіка
- 45.	Кайманові острови
- 46.	Канада
- 47.	Китайська Народна Республіка
- 48.	Китайський Тайбей (Тайвань)
- 49.	Князівство Андорра
- 50.	Князівство Ліхтенштейн
- 51.	Кооперативна Республіка Гаяна
- 52.	Корейська Народно-Демократична Республіка
- 53.	Королівство Бахрейн
- 54.	Королівство Бельгія
- 55.	Королівство Бутан
- 56.	Королівство Данія
- 57.	Королівство Іспанія
- 58.	Королівство Камбоджа
- 59.	Королівство Лесото
- 60.	Королівство Марокко
- 61.	Королівство Нідерланди
- 62.	Королівство Норвегія
- 63.	Королівство Саудівська Аравія
- 64.	Королівство Свазиленд
- 65.	Королівство Таїланд
- 66.	Королівство Тонга
- 67.	Королівство Швеція
- 68.	Киргизька Республіка
- 69.	Кюрасао
- 70.	Лаоська Народно-Демократична Республіка
- 71.	Латвійська Республіка
- 72.	Ліванська Республіка
- 73.	Литовська Республіка
- 74.	Малайзія
- 75.	Мальдівська Республіка
- 76.	Мексиканські Сполучені Штати
- 77.	Багатонаціональна Держава Болівія
- 78.	Монголія
- 79.	Монтсеррат
- 80.	Народна Республіка Бангладеш
- 81.	Незалежна Держава Папуа Нова Гвінея
- 82.	Незалежна Держава Самоа
- 83.	Нова Зеландія
- 84.	Нова Каледонія
- 85.	Об'єднана Республіка Танзанія
- 86.	Об'єднані Арабські Емірати
- 87.	Острови Кука
- 88.	Острови Теркс і Кайкос
- 89.	Республіка Албанія
- 90.	Республіка Ангола
- 91.	Республіка Вірменія
- 92.	Республіка Білорусь
- 93.	Республіка Бенін
- 94.	Республіка Болгарія
- 95.	Республіка Ботсвана
- 96.	Республіка Бурунді
- 97.	Республіка Вануату
- 98.	Республіка Гаїті
- 99.	Республіка Гамбія
- 100.	Республіка Гана
- 101.	Республіка Гватемала
- 102.	Республіка Гвінея-Бісау
- 103.	Республіка Гондурас
- 104.	Республіка Джибуті
- 105.	Республіка Замбія
- 106.	Республіка Зімбабве
- 107.	Республіка Індія
- 108.	Республіка Індонезія
- 109.	Республіка Ірак
- 110.	Республіка Ірландія
- 111.	Республіка Ісландія
- 112.	Республіка Казахстан
- 113.	Республіка Кенія
- 114.	Республіка Кіпр
- 115.	Республіка Колумбія
- 116.	Республіка Конго
- 117.	Республіка Корея
- 118.	Республіка Косово
- 119.	Республіка Коста-Рика
- 120.	Республіка Кот-д'Івуар
- 121.	Республіка Куба
- 122.	Республіка Ліберія
- 123.	Республіка Маврикій
- 124.	Республіка Мадагаскар
- 125.	Республіка Македонія
- 126.	Республіка Малаві
- 127.	Республіка Малі
- 128.	Республіка Мальта
- 129.	Республіка Мозамбік
- 130.	Республіка Молдова
- 131.	Республіка Намібія
- 132.	Республіка Нігер
- 133.	Республіка Нікарагуа
- 134.	Республіка Острова Зеленого Мису
- 135.	Республіка Пакистан
- 136.	Республіка Панама
- 137.	Республіка Парагвай
- 138.	Республіка Перу
- 139.	Республіка Польща
- 140.	Республіка Португалія
- 141.	Республіка Руанда
- 142.	Республіка Сан-Марино
- 143.	Республіка Сейшельські острови
- 144.	Республіка Сенегал
- 145.	Республіка Сербія
- 146.	Республіка Сингапур
- 147.	Республіка Словенія
- 148.	Республіка Союзу М'янма
- 149.	Республіка Судан
- 150.	Республіка Суринам
- 151.	Республіка Сьєрра-Леоне
- 152.	Республіка Таджикистан
- 153.	Республіка Тринідад і Тобаго
- 154.	Республіка Туркменістан
- 155.	Республіка Уганда
- 156.	Республіка Узбекистан
- 157.	Республіка Фіджі
- 158.	Республіка Філіппіни
- 159.	Республіка Хорватія
- 160.	Республіка Чад
- 161.	Республіка Чорногорія
- 162.	Республіка Чилі
- 163.	Республіка Еквадор
- 164.	Республіка Екваторіальна Гвінея
- 165.	Республіка Ель-Сальвадор
- 166.	Республіка Південний Судан
- 167.	Республіка Камерун
- 168.	Російська Федерація
- 169.	Румунія
- 170.	Спеціальний адміністративний район Гонконг Китайської Народної Республіки
- 171.	Вільно асоційована держава Пуерто-Рико
- 172.	Північна Ірландія
- 173.	Сент-Вінсент і Гренадини
- 174.	Сент-Люсія
- 175.	Сирійська Арабська Республіка
- 176.	Словацька Республіка
- 177.	Співдружність Багамських Островів
- 178.	Співдружність Домініки
- 179.	Сполучене Королівство Великої Британії та Північної Ірландії
- 180.	Сполучені Штати Америки
- 181.	Соломонові Острови
- 182.	Соціалістична Республіка В'єтнам
- 183.	Союз Коморських Островів
- 184.	Спеціальний адміністративний район Макао Китайської Народної Республіки
- 185.	Султанат Оман
- 186.	Таїті
- 187.	Територія Гуам
- 188.	Тоголезька Республіка
- 189.	Туніська Республіка
- 190.	Турецька Республіка
- 191.	Україна
- 192.	Уельс
- 193.	Фарерські острови
- 194.	Федеративна Демократична Республіка Непал
- 195.	Федеративна Демократична Республіка Ефіопія
- 196.	Федеративна Республіка Бразилія
- 197.	Федеративна Республіка Німеччина
- 198.	Федеративна Республіка Нігерія
- 199.	Федеративна Республіка Сомалі
- 200.	Федерація Сент-Кіттс і Невіс
- 201.	Фінляндська Республіка
- 202.	Французька Республіка
- 203.	Центральноафриканська Республіка
- 204.	Чеська Республіка
- 205.	Швейцарська Конфедерація
- 206.	Шотландія
- 207.	Еритрея
- 208.	Естонська Республіка
- 209.	Південно-Африканська Республіка
- 210.	Ямайка
- 211.	Японія

У Чемпіонаті світу з «Футболу для дружби» 2018 взяли участь 32 міжнародні «Збірні дружби». Уперше в історії проекту фінальну гру коментував юний коментатор із Сирії Язн Таха, а судив матч юний рефері з Росії Богдан Баталін.
Переможцем Чемпіонату світу з «Футболу для дружби» 2018 року стала команда «Шимпанзе», до якої ввійшли юні футболісти з Домініки, Сент-Кіттс і Невісу, Малаві, Колумбії, Беніну й Демократичної Республіки Конго. Тренував збірну юний учасник із Саранська Владислав Поляков.
Фінальним заходом шостого сезону програми став Міжнародний дитячий форум «Футбол для дружби», що відбувся 13 червня в Центрі океанографії й морської біології «Москваріум». Його відвідали Віктор Зубков (голова ради директорів ПАТ «Газпром»), Ольга Голодець (заступник голови Уряду Російської Федерації), Ікер Касильяс (іспанський футболіст, екс-капітан національної збірної), Олександр Кержаков (російський футболіст, тренер юнацької збірної Росії з футболу), а також представники 54 посольств з усього світу та інші гості.
На форумі були нагороджені кращі юні футболісти шостого сезону: Део Каленга Мвензе з Демократичної Республіки Конго (кращий нападник), Яміру Оуру з Беніну (кращий півзахисник), Іван Волинкін з Уельсу (кращий воротар) і Густаво Сінтра Роча із Бразилії (MVP).
Кращим юним журналістом програми «Футбол для дружби» у 2018 році стала Шейкалі Асенсьон з Аруби. Дівчинка веде блог, закликаючи молодь Океанії до екологічної усвідомленості.
На форумі відбулася презентація книги й автограф-сесія учасниці попереднього сезону з Індії Ананьї Камбодж. Після завершення п’ятого сезону «Футболу для дружби» в 2017 році Ананья написала книгу “My journey from Mohali to St. Petersburg” про свій досвід участі як юного журналіста. У ній вона розповіла про Дев’ять цінностей програми, що допомагають змінювати світ на краще.
14 червня, після завершення Міжнародного дитячого форуму «Футбол для дружби», юні футболісти й журналісти взяли участь у церемонії відкриття Чемпіонату світу FIFA 2018 у Росії. На стадіоні «Лужники» діти врочисто підняли прапори всіх 211 країн і регіонів, що брали участь у програмі цього року. Після цього юні учасники «Футболу для дружби» подивилися матч відкриття між збірними Росії й Саудівської Аравії.
Президент Російської Федерації Володимир Путін запросив юного посла «Футболу для дружби» з Росії Альберта Зіннатова у свою ложу, щоб разом подивитися матч-відкриття. Там юнак поспілкувався із Чемпіоном світу з футболу із Бразилії Роберто Карлосом, а також з іспанським футболістом Ікером Касильясом.
Учасниками фінальних заходів у Москві стали понад 1500 дітей і підлітків з 211 країн і регіонів. Усього в рамках Шостого сезону в різних регіонах світу було організовано понад 180 заходів, у яких взяли участь понад 240 тисяч хлопців.
В 2018 році проект підтримали представники влади. Заступник голови Уряду РФ Ольга Голодець зачитала привітальне звернення Президента Росії Володимира Путіна до учасників і гостей Міжнародного дитячого форуму. Голова Уряду Російської Федерації Дмитро Медведєв відправив привітальну телеграму учасникам і гостям шостого Міжнародного дитячого форуму «Футбол для дружби».
Офіційний представник МЗС Росії Марія Захарова в ході брифінгу 23 травня відзначила, що сьогодні програма «Футбол для дружби» сприймається у світовому співтоваристві як важлива гуманітарна складова міжнародної соціальної політики Росії.
Традиційно підтримали програму «Футбол для дружби» в FIFA. В організації відзначили, що загальна кількість учасників і гостей фінальних заходів у Москві досягла 5000 чоловік.

### Футбол для Дружби 2019
Запуск сьомого сезону міжнародної дитячої соціальної програми «Футбол для дружби» відбувся 18 березня 2019 року, фінальні заходи програми відбулися у Мадриді з 28 травня по 2 червня.
Міжнародний день Футболу і Дружби 25 квітня відзначили у понад 50-ти країнах Європи, Азії, Африки, Північної та Південної Америки. До святкування також долучився Російський футбольний союз (РФС).
30 травня у Мадриді відбувся міжнародний форум дитячої соціальної програми ПАТ «Газпром» «Футбол для дружби» 2019. Форум об'єднав експертів з усього світу – футбольних тренерів, лікарів дитячих команд, зірок, журналістів провідних міжнародних ЗМІ, представників міжнародних футбольних академій і федерацій.
31 травня у Мадриді відбулося найбільш багатонаціональне футбольне тренування у світі. За підсумками тренування «Футбол для дружби» отримав офіційний сертифікат GUINNESS WORLD RECORDS®.
В рамках сьомого сезону 32 юних журналіста з Європи, Африки, Азії, Північної та Південної Америки сформували склад міжнародного дитячого прес-центру програми «Футбол для дружби», який висвітлював фінальні заходи програми і брав участь у підготовці матеріалів спільно з міжнародними та національними ЗМІ.
Учасники сьомого сезону вручили кубок «Дев'яти цінностей» (нагороду міжнародної дитячої соціальної програми «Футбол для дружби») футбольному клубу «Ліверпуль» як найбільш соціально-відповідальній команді.
1 червня на футбольному полі UEFA Pitch у Мадриді відбулася кульмінація сьомого сезону – фінальний матч Чемпіонату світу з «Футболу для дружби». За його результатами збірна «Антигуанський Полоз» зіграла з «Тасманійським дияволом» з рахунком 1:1 в основний час, а потім виграла за підсумками серії пенальті і завоювала головний приз.

### Футбол для Дружби 2020
У 2020 році фінальні заходи восьмого сезону «Футболу для дружби» пройшли в онлайн-форматі на цифровій платформі з 27 листопада по 9 грудня 2020 року. До ключових заходів  приєдналося понад 10 000 учасників з більш як 100 країн світу.
Для восьмого сезону програми було розроблено футбольний онлайн-симулятор  для багатьох користувачів Football for Friendship World, на базі якого пройшов всесвітній онлайн-чемпіонат з «Футболу для дружби» 2020. Для скачування в усьому світі гра доступна з 10 грудня 2020 року – у Всесвітній день футболу. Користувачі отримали можливість брати участь в матчах за правилами «Футболу для дружби», об'єднуючись у міжнародні збірні. Розрахована на багато користувачів гра побудована на найважливіших цінностях програми, таких як дружба, мир і рівність.
27 листопада відбулося відкрите жеребкування всесвітнього онлайн-чемпіонату з «Футболу для дружби» 2020
З 28 листопада по 6 грудня пройшов міжнародний онлайн-табір дружби з гуманітарною та спортивною освітніми програмами для дітей
З 30 листопада по 4 грудня відбулися сесії міжнародного онлайн-форуму «Футбол для дружби», на якому було представлено проекти в галузі розвитку дитячого спорту. Експертне журі оцінило презентації проектів, що претендують на отримання міжнародної премії «Футболу для дружби»
7-8 грудня відбувся всесвітній онлайн-чемпіонат з «Футболу для дружби». Цього року чемпіонат пройшов у онлайн-форматі на цифровій платформі. Спеціально для цього було розроблено футбольний симулятор для багатьох користувачів Football for Friendship.
9 грудня відбувся гранд фінал «Футболу для дружби»
У період проведення восьмого сезону програми  пройшла серія вебінарів для дітей з різних країн на підтримку 75-річчя ООН.
Під час восьмого сезону програми спільно з футбольними фрістайлерами з усього світу було запущено щотижневе шоу «Стадіон там, де я». У кожному випуску фрістайлери навчали юних послів програми виконувати трюки, і в кінці кожного епізоду оголошувався конкурс на краще виконання трюку. Завершенням шоу став глобальний майстер-клас онлайн, з яким програма «Футбол для дружби» вдруге стала світовим рекордсменом Гіннеса за кількістю задіяних учасників (6 грудня 2020 року).
Редакція хороших новин – щотижневе шоу, запущене юними журналістами «Футболу для дружби», у якому діти ділилися з глядачами позитивними новинами з усього світу.

## Чемпіонат світу з «Футболу для дружби»
Міжнародний дитячий футбольний турнір проходить у рамках програми «Футбол для дружби». Команди-учасниці чемпіонату – «Збірні дружби» – формуються в ході Відкритого жеребкування. Збірні організовуються за принципом «Футболу для дружби»: в одній команді грають спортсмени різних національностей, статі та фізичних можливостей. 

## Міжнародний дитячий форум «Футбол для дружби»
На щорічному Міжнародному дитячому форумі «Футбол для дружби» юні учасники проекту разом з дорослими обговорюють питання популяризації та розвитку цінностей програми у всьому світі. Під час Форуму діти зустрічаються і спілкуються зі своїми однолітками з інших країн, відомими футболістами, журналістами та громадськими діячами, а також стають юними послами, у ролі яких згодом самостійно пропагують загальнолюдські цінності серед своїх однолітків. 

## Міжнародний дитячий прес-центр
Особливістю програми «Футбол для дружби» став власний Міжнародний дитячий прес-центр. Уперше його було організовано в рамках програми «Футбол для дружби» у 2014 році. Юні журналісти прес-центру висвітлюють події програми у своїх країнах: готують новини для національних і міжнародних спортивних ЗМІ, беруть участь у створенні матеріалів для ТБ-каналу «Футбол для дружби», дитячої газети Football for Friendship та офіційної радіостанції програми. Міжнародний дитячий прес-центр об'єднує переможців національних конкурсів «Найкращий юний журналіст», юних блогерів, фотографів та письменників. Юні журналісти прес-центру представляють свій погляд зсередини програми, реалізовуючи формат «діти про дітей». 

## Міжнародний день футболу та дружби
У рамках програми «Футбол для дружби» 25 квітня відзначається Міжнародний день футболу та дружби[52]. Уперше свято відзначалося у 2014 році в 16 країнах. Цього дня відбулися дружні матчі, флешмоби, радіомарафони, майстер-класи, телешоу, відкриті тренування тощо. У святкуванні взяло участь понад 50 000 чоловік.
У 2015 році День футболу та дружби відзначався у 24 країнах. У рамках свята пройшли товариські футбольні матчі та інші заходи. У Німеччині футболісти клубу «Шальке 04» провели відкрите тренування, у Сербії відбулося ТБ-шоу, в Україні – матч між юнацькою командою ФК «Волинь» і дітьми, які стоять на обліку в Луцькому міському центрі соціальних служб для сім'ї, дітей та молоді. 
У Росії День футболу та дружби відзначався 25 квітня в 11 містах. У Владивостоку, Новосибірську, Єкатеринбурзі, Красноярську, Барнаулі, Санкт-Петербурзі і Саранську пройшли дружні футбольні матчі, покликані нагадати про ключові цінності програми. У Красноярську, Сочі та Ростові-на-Дону пройшла «Естафета дружби» за участю факелоносців Естафети Олімпійського вогню 2014. У Москві за підтримки Федерації спорту сліпих було організовано «Турнір рівних можливостей». 5 травня День футболу та дружби відзначали у Нижньому Новгороді та Казані.
У 2016 році День футболу та дружби святкували у 32 країнах. У Росії його відзначили у дев'яти містах: Москві, Санкт-Петербурзі, Новосибірську, Барнаулі, Біробіджані, Іркутську, Краснодарі, Нижньому Новгороді та Ростові-на-Дону. У Нижньому Новгороді пройшов товариський матч юних футболістів «Волги», а дорослі футболісти клубу провели розминку та тренування для дітей. У товариському матчі в Новосибірську взяли участь діти-інваліди – збірна Новосибірської області «Єрмак-Сибір».
У 2017 році День футболу та дружби відзначали у 64 країнах. У заходах у всьому світі взяли участь знамениті футболісти, в тому числі сербський захисник Браніслав Іванович, голландський нападник Дірк Кюйт. У Греції захід відвідав переможець чемпіонату Європи з футболу 2004 року в складі національної збірної країни — Теодорас Загоракіс. У Росії на базі ФК «Зеніт» пройшло спеціальне тренування юного посла програми «Футбол для дружби» 2017 року Захара Бадюка. На тренуванні воротар ФК «Зеніт» Юрій Лодигін дав високу оцінку здібностям Захара і поділився з ним секретами воротарського мистецтва.

## Дев’ять цінностей «Футболу для дружби»
Під час Першого міжнародного дитячого форуму, що пройшов 25 травня 2013 року, юні посли з Великої Британії, Німеччини, Словенії, Угорщини, Сербії, Болгарії, Греції й Росії сформували перші вісім цінностей програми: дружба, рівність, справедливість, здоров’я, мир, відданість, перемога й традиції – і презентували їх у відкритому листі. Лист був відправлений главам міжнародних спортивних організацій: Міжнародної федерації футболу (FIFA), Спілки європейських футбольних асоціацій (UEFA) і Міжнародного олімпійського комітету. У вересні 2013 Йозеф Блаттер під час зустрічі з Володимиром Путіним і Віталієм Мутко підтвердив одержання листа й заявив, що готовий підтримувати «Футбол для дружби».
У 2015 році до програми «Футбол для дружби» приєдналися учасники з Китаю, Японії й Казахстану, які запропонували додати дев’яту цінність – честь.

## Кубок «Дев'яти цінностей»
Кубок «Дев'яти цінностей» — це нагорода Міжнародної дитячої соціальної програми «Футбол для дружби». Щороку Кубок вручають за найбільшу відданість цінностям проекту: дружбі, рівності, справедливості, здоров'ю, миру, відданості, перемозі, традиціям і честі. У виборі переможця беруть участь уболівальники з усього світу, але остаточне рішення формулюють учасники проекту «Футбол для дружби» шляхом голосування. Футбольні клуби – володарі Кубка «Дев'яти цінностей»: «Барселона» (2015), «Мюнхенська Баварія» (2016), «Аль-Вахда» (Спеціальний приз), «Реал Мадрид» (2017).

## Браслет дружби
Усі заходи програми «Футболу для дружби» починаються з обміну Браслетами дружби, які є символом рівності та здорового способу життя. Браслет складається з двох ниток синього і зеленого кольору, його може носити будь-хто, хто поділяє цінності програми. 
За словами Франца Беккенбауера
«Символ руху — двоколірний браслет простий і зрозумілий, як і закладені цінності програми «Футбол для дружби».
Юні учасники програми пов'язали Браслети дружби відомим спортсменам і громадським діячам[59], серед яких: Дік Адвокат Анатолій Тимощук і Луїш Нету, Франц Беккенбауер, Луїс Фернандев, Дідьє Дрогба, Макс Маєр, Фатма Самура, Леон Горецка, Доменіко Кришито, Мічел Сальгадо, Олександр Кержаков, Дімас Піррос, Міодраг Божович, Аделіна Сотникова, Юрій Каменець.  

## Активність учасників між сезонами
Юні футболісти програми «Футбол для дружби» беруть участь у різних заходах поза офіційним сезоном. У травні 2013 року гравці молодіжного складу футбольного клубу «Марібор» (Словенія) провели благодійний товариський матч із камбоджійськими дітьми. 14 вересня 2014 року в Сочі російські учасники програми спілкувалися з Володимиром Путіним у рамках зустрічі Президента РФ із президентом ФІФА Йозефом Блаттером. У червні 2014 року президент Франції Франсуа Олланд запросив команду «Таверні», учасника програми «Футбол для дружби», у Єлисейський палац на спільний перегляд матчу чемпіонату світу з футболу 2014 «Франція — Нігерія». У квітні 2016 року Юрій Ващук, посол програми «Футбол для дружби» 2015 року, зустрівся з найсильнішою людиною Білорусі Кирилом Шимко і юними футболістами ФК БАТЕ, щоб поділитися своїм досвідом участі у проекті. Юрій Ващук подарував Кирилові Шимку символічний Браслет дружби, передавши таким чином йому естафету у популяризації ідей проекту: дружби, справедливості, здорового способу життя. 

## Нагороди і премії
Програма «Футбол для дружби» стала переможцем різноманітних конкурсів і володарем низки російських та міжнародних премій. Зокрема: «Найкращі соціальні проекти Росії» у номінації «Розвиток міжнародної співпраці», Міжнародної асоціації бізнес-комунікаторів (IABC) Gold Quill Awards у номінації «Корпоративна соціальна відповідальність» (2016), Sabre Awards у номінації «Найкращий соціальний проект планети» (2016), The Drum Social Buzz Awards у номінації «Найкраща міжнародна стратегія» (2017), The Internationalist Awards for Innovative Digital Marketing Solutions у номінації «Найкраща медіа-стратегія» (2017), «Срібний Лучник» у номінації «Найкращий соціальний проект Росії» (2018), Гран-прі «Срібний Лучник» (2018). 